# Primăria Sectorului 1
Primăria Sectorului 1 este un monument istoric aflat pe teritoriul municipiului București, construită în stilul neoromânesc, foarte popular în perioada interbelică.

## Istorie
Construirea a fost un proiect colaborativ între doi arhitecți care construiau în stiluri diferite: Nicu Georgescu, cu înclinațiile sale spre Art Deco, și George Cristinel, autorul mai multor monumente neoromânești, ca Mausoleul de la Mărășești sau Catedrala Mitropolitană din Cluj-Napoca. Primăria domină spațiul în care se află, fiind înconjurată de fronturi continue de blocuri construite în anii 1980.
În perioada interbelică, după Marea Unire din 1918, Bucureștiul era divizat în patru sectoare: I (Galben), II (Negru), III (Albastru) și IV (Verde). Actuala Primărie a sectorului 1 era cea a sectorului verde atunci când a fost construită.